# Четвёртый корпус Северовирджинской армии
Четвёртый корпус Северовирджинской армии (англ. Fourth Corps, Army of Northern Virginia) представлял собой армейский корпус армии Конфедерации в годы американской гражданской войны. Корпус был сформирован в ноябре 1864 года из дивизий генерала Башрода Джонстона и Роберта Хока. Просуществовал до самой капитуляции Северовирджинской армии 9 апреля 1865 года.
Осенью 1864 года дивизиями Джонсона и Хока командовал генерал Борегар, но он покинул армию, а затем дивизия Хока была отправлена в Уилмингтон. В то же время генерал Лонгстрит вернулся в строй после ранения и возглавил I корпус, чем освободил от должности корпусного командира Ричарда Андерсона, который носил временное звание генерал-лейтенанта. Генерал Ли решил передать дивизию Джонсона под командование Андерсона, чтобы сохранить её как отдельную боевую единицу.

## Состав
В декабре 1864 года корпус имел следующий вид:
- Бригада Арчибальд Грейси[англ.]
  - 41-й Алабамский пехотный полк, полковник Мартин Стенсел
  - 43-й Алабамский пехотный полк, подполковник Джон Джолли
  - 59-й Алабамский пехотный полк, подполковник Джордж Хагули
  - 60-й Алабамский пехотный полк, подполковник Дениел Трой
  - 23-й Алабамский снайперский батальон, майор Николас Стеллуорт
- Бригада б-г Мэтью Рэнсома
  - 24-й Северокаролинский пехотный полк, майор Тадеуш Лоув
  - 25-й Северокаролинский пехотный полк, полковник Генри Ратледж
  - 35-й Северокаролинский пехотный полк, подполковник Саймон Тейлор
  - 49-й Северокаролинский пехотный полк, капитан Коламбус Диксон
  - 56-й Северокаролинский пехотный полк, полковник Пол Фэлсон
- Бригада б-г Уильяма Уоллеса 
  - 56-й Южнокаролинский пехотный полк, полковник Фиц-Уильям Макмастер
  - 18-й Южнокаролинский пехотный полк, майор Ролет Бетсилл
  - 22-й Южнокаролинский пехотный полк, подполковник Уильям Бёрт
  - 23-й Южнокаролинский пехотный полк, полковник Генри Бенбоу
  - 26-й Южнокаролинский пехотный полк, полковник Александр Смит
  - Легион Холкомба, капитан Вудруфф
- Бригада Уайза (под ком. полковника Джона Гуда)
  - 26-й Вирджинский пехотный полк, капитан Уильям Перрин
  - 34-й Вирджинский пехотный полк, подполковник Рэндольф Харрисон
  - 46-й Вирджинский пехотный полк, капитан Джон Уайт
  - 59-й Вирджинский пехотный полк, майор Роберт Мосби